# Agencia Boliviana Espacial
Die Agencia Boliviana Espacial (ABE, dt. Bolivianische Weltraumagentur) ist ein öffentliches Unternehmen Boliviens, welches Aufgaben rund um die Weltraumaktivitäten des Landes übernimmt. Sie wurde am 10. Februar 2010 gegründet, zunächst mit dem Absicht, die Grundlagen dafür zu schaffen, den ersten Satelliten des Landes, Túpac Katari (TKSAT-1), in Betrieb zu nehmen und zu nutzen. Sitz der ABE ist La Paz.

## Gründung
Die ABE wurde per präsidentialem Dekret 423 am 10. Februar 2010 geschaffen. Nach ihrer Gründung wurde im Dezember 2010 das präsidentiale Dekret 746 veröffentlicht, demzufolge die Regierung mittels der ABE einen Vertrag über den Erwerb des Satelliten Túpac Katari mit China unterzeichnet hat. Die Vereinbarung mit den chinesischen Partnern sah vor, dass nicht nur die Technik geliefert werden sollte, sondern auch umfangreiche Trainingsmaßnahmen für das Personal der ABE, welche in China durchgeführt wurden. Außerdem war im Preis von insgesamt etwa 300 Millionen US-Dollar der Weltraumtransport in das geostationäre Orbit des Satelliten enthalten.

## Arbeitsaufnahme
Die Rakete mit dem Satelliten wurde am 20. Dezember 2013 gestartet. Seit März 2014 leistet Túpac Katari zuverlässige Dienste vor allem im Bereich der zivilen Kommunikation für abgelegene Gebiete. Zu den Nutzern gehören Telekommunikationsunternehmen, öffentliche Behörden, sowie die ländliche Bevölkerung, welche über ein dichtes Netz von neu eingerichteten Kommunikationsstützpunkten aus telefonieren und das Internet nutzen können. Außerdem werden Dienste für Fernunterricht und Telemedizin entwickelt.

## Planung
Die bolivianische Regierung hat im Zuge der Inbetriebnahme des ersten Satelliten die Absicht bekundet, die Weltraumaktivitäten weiter auszubauen. Anfang 2015 wurde verkündet, dass ein weiterer Satellit, Bartolina Sisa, in Auftrag gegeben werden soll, dieses Mal mit französischen Partnern. Bartolina Sisa wird nach den Planungen in einem niedrigen Orbit (670 km) die Erde umkreisen und der Erderkundung dienen, insbesondere zur Unterstützung in den Bereichen Rohstoffe, Landwirtschaft und Wassermanagement in Bolivien.